# Mark van Loosdrecht

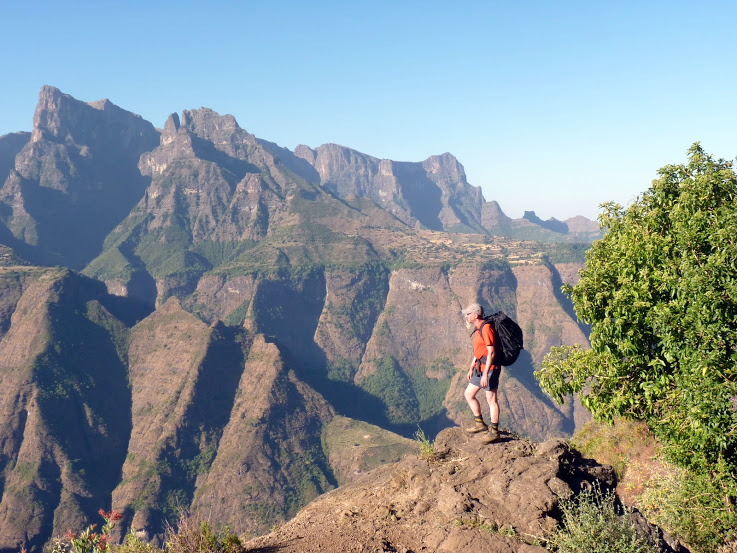
Mark van Loosdrecht

Mark C. M. van Loosdrecht (* 1959)  ist ein niederländischer Umweltingenieur und Professor für Umwelttechnik an der TU Delft.

## Leben
Van Loosdrecht studierte Umwelttechnik an der Universität Wageningen mit der Promotion 1988 (Microbial Adhesion). Danach war er an der TU Delft, an der er 1999 eine volle Professur erhielt und Gruppenleiter-Umwelt-Biotechnologie wurde.

## Arbeit
Er befasst sich mit der Verwendung von Mikroben im technischen Umfeld der Abwasseraufbereitung und der Gewinnung von Rohmaterialien aus Abfall. Er untersuchte zu diesem Zweck Biofilme und Speicher-Container von Mikroben. Insbesondere gelang ihm dadurch Abwasseraufbereitung mit Anammox-Bakterien, die Ammonium und Nitrite in harmlose Substanzen wie Stickstoffgas und Wasser verwandeln mit reduzierten Kosten für die Abwasserbehandlung (weltweit vermarktet im Nereda-Verfahren). Als Nebenprodukt fallen Biopolymere an.

## Ehrungen
2014 erhielt er den Spinoza-Preis.  2007 wurde Mitglied der Niederländischen Akademie für Technologie und Innovation und 2004 der Königlich Niederländischen Akademie der Wissenschaften. Er ist Ehrendoktor der ETH Zürich und hat eine Ehrenprofessur der Queensland University.